# F–111 Aardvark
Az F–111 Aardvark (Földimalac) az 1960-as évek közepén kifejlesztett, harcászati vadászbombázó repülőgép, melyet az Amerikai Egyesült Államokban a General Dynamics fejlesztett ki és gyártott. Az FB–111 a repülőgép megnövelt, közepes bombázó feladatkörű változata. A gép teljesen fém építésű, félhéjszerkezetű, felsőszárnyas elrendezésű, változtatható szárnynyilazású, behúzható futóművel, utánégetős, kétáramú gázturbinás sugárhajtóművekkel, hermetikusan zárható kabinnal, katapultálható kabinkapszulával ellátott, kétszemélyes, vadászbombázó feladatkörre kifejlesztett nagy hatótávolságú, nagy tömegű repülőgéptípus.
Feladatköre speciális: alacsony magasságban behatolni az ellenség rádiólokátorainak hatósugara alatt és között, nagy, gyakran hangsebesség feletti célmegközelítést követő bombavetés, célleküzdés.

## Története
Eredetileg az Amerikai Légierő és a Haditengerészet számára közösen fejlesztett univerzális repülőgépet a Haditengerészet nem rendszeresítette, túl nagy mérete és magas ára miatt, helyette az F–14 Tomcat repülőgépet állította szolgálatba.
A kilencvenes években vonták ki a rendszerből. Az Amerikai Légierőben az F–15E Strike Eagle típus váltotta le. Mára már csak Ausztráliában áll szolgálatban, 2010 decemberében kezdték meg kivonásukat. 2011 novemberében az Amberley légibázison maradt 23 F-111-est elszállították az Ipswich melletti Swanbank hulladéklerakó helyre és szabályosan eltemették őket a szeméttelepen. Két gépet az Amberley bázison, egyet a RAAF múzeumában Point Cook-ban, egyet az Edinburgh bázison, egyet pedig a Wagga Wagga bázison állítanak ki, ezen felül azt is bejelentették, hogy további hét F-111-est ausztrál múzeumok és történelmi szervezetek részére ajándékoznak el.

## Típusváltozatok

### F–111A
Az első 1964 decemberében szállt fel. Hadrendbe 1967 októberében állt a Nevada állambeli Nellis Légibázison. Néhány példányát bevetették Délkelet-Ázsiában.
Összesen 158 darab F–111A-t építettek, melyben benne van a 17 darabos elősorozat is, melyeket később a sorozatgyártásúakra fejlesztettek fel. Ezekből összesen 43 darabot alakítottak át rádióelektronikai lefogó EF–111A Ravenekre, majd 1982-ben 4 újabb példányt építettek át Ausztráliának F–111C-re, hosszabb szárnnyal és erősebb futóművel.

### F–111B

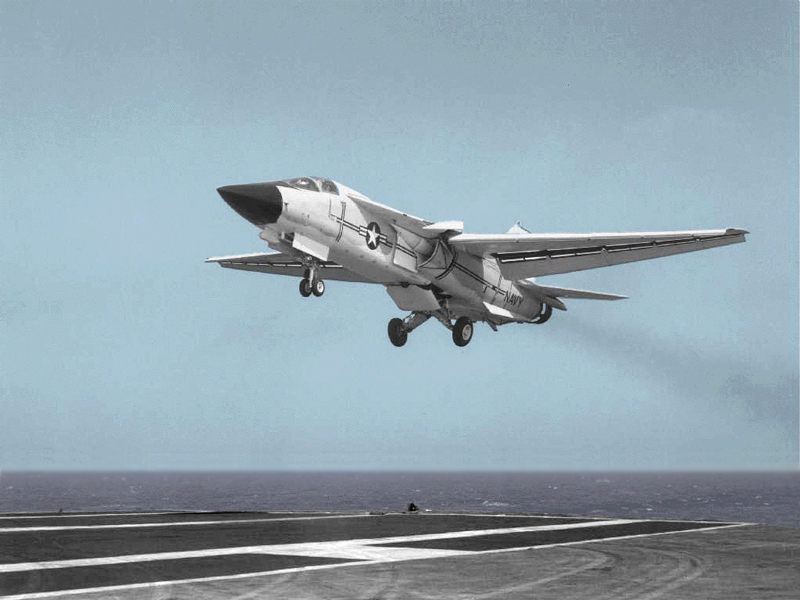
A 151974-es sorozatszámú F–111B 1968 júliusában megközelíti a USS Coral Sea repülőgép-hordozót

Az amerikai haditengerészetnek, a TFX program keretében kifejlesztett altípus (Tactical Fighter Experimental, „kísérleti harcászati vadászrepülőgép”), felszerelték az új, nagy hatótávolságú AWG–9 rádiólokátorral és az AIM–54 Phoenix légiharc-rakétával. Összesen hét darabot építettek (sorozatszámuk: 151970, 151971, 151972, 151973, 151974, 152714, 152715), fejlesztésük párhuzamosan haladt a légierő változataival. A szárnyfesztávolságot 19,2 méterről 21,33 méterre növelték meg. A tesztek során kiderült, hogy ez a változat kevéssé alkalmas repülőgép-hordozókon való üzemeltetésre. Az intenzív lobbi ellenére a fejlesztést leállították és helyette az F–14-et állították hadrendbe. A tesztelés során kettő összetört, egy további, harmadik komolyabb károkat szenvedett. A program végével a Hughes tovább folytatta a Phoenix-szel való teszteket a megmaradt négy gépen, a változat utolsó repülését a 151792-es hajtotta végre 1971 közepén, Kaliforniából New Jersey-be. A hét repülőgép 1173 felszállással összesen 1748 órát repült.

### F–111C

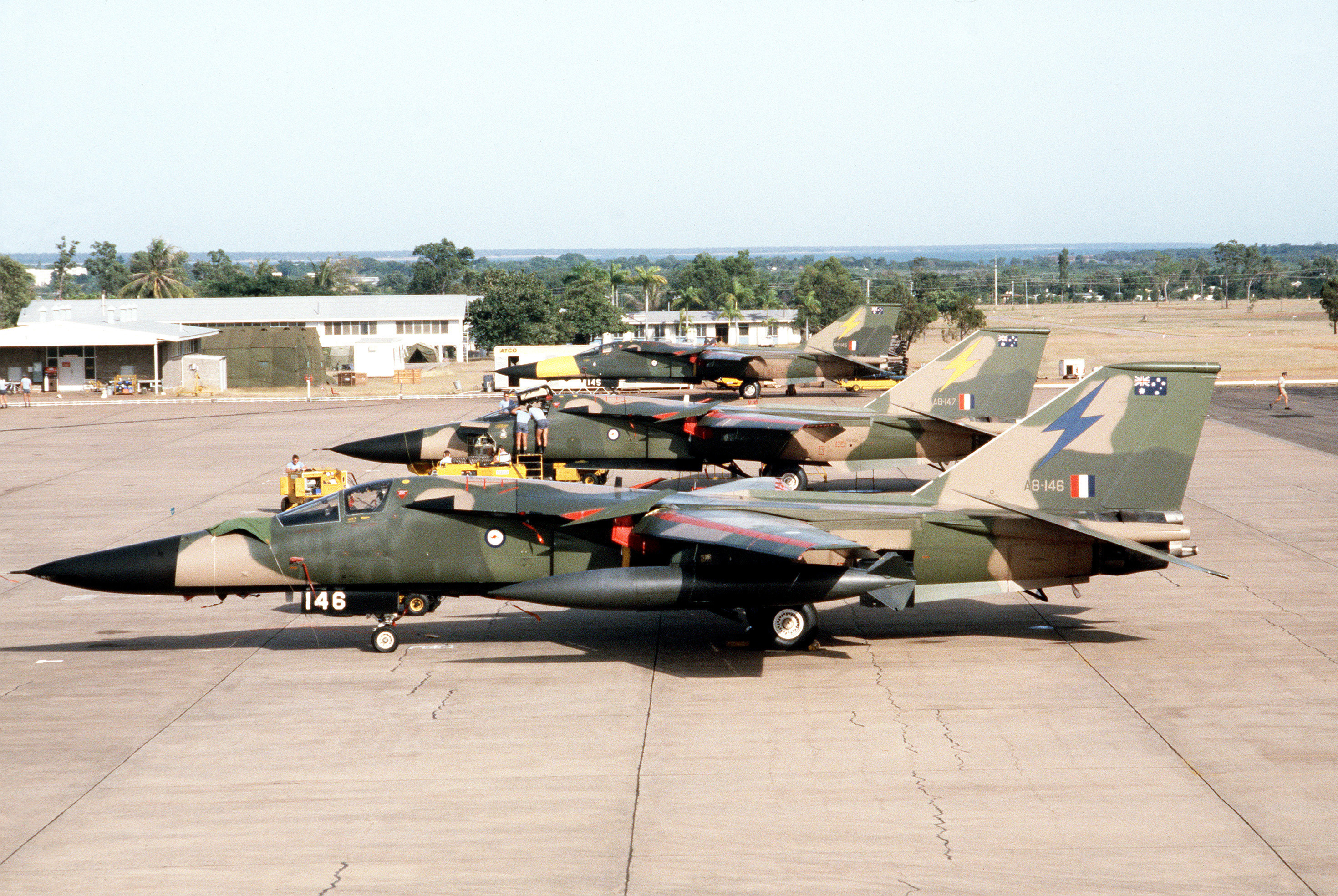
Három ausztrál F–111C az 1984-es Pitch Black hadgyakorlaton, április végén (A8–145, –146, –147)

Az egyetlen exportváltozat, melyet az Ausztrál Királyi Légierő (RAAF) alkalmazott 1973-tól 2010 decemberéig. Ez egy hibrid változat, ugyanis az F–111A sárkányszerkezetében alkalmazták az F–111B hosszabb szárnyfeleit és az FB–111A erősebb futóművét. Huszonnégy így átalakított repülőgépet rendeltek meg, némi határidőcsúszás miatt 1973-ban vették át őket. Ezek közül négy darab át lett alakítva felderítő változattá, típusjelzésük az RF–111C lett, 1979–1980 között készültek el. Később Ausztrália vásárolt újabb négy, volt USAF-állományú F–111A-t, melyeket C változattá építettek át 1982-ben. Üzemidejük alatt több avionikai, fegyverzeti és más fejlesztést hajtottak rajtuk végre. Végül az ausztrál légierő 2010. december 3-án vonta ki az utolsó példányokat a hadrendből, 37 évnyi szolgálat után.
Összesen huszonnyolc darabot rendszeresítettek, melyeket a 82. ezred (No. 82 Wing) üzemeltetett a RAAF Base Amberley légi támaszponton, két században: 1. század (No. 1 Squadron) F–111C (1973–2009); 6. század (No. 6 Squadron) F–111C (1973–2010), F–111G (1993–2007). A repülőgépek közül 7 darab lezuhant az üzemeltetés során. Az USAF 1993-ban kivonta az F–111G-ket, melyekből még ugyanebben az évben 15 darabot megvett az ausztrál kormány, hogy kiváltsák a korosodó F–111C példányokat. Ezeket 2007-ben nyugdíjazták (egy közülük lezuhant).
Sorozatszámaik:
- F–111C (28 db): A8–112, A8–113, A8–114, A8–125, A8–126, A8–127(†), A8–128, A8–129, A8–130, A8–131, A8–132, A8–133(†), A8–134, A8–135, A8–136(†), A8–137(†), A8–138, A8–139, A8–140, A8–141(†), A8–142, A8–143(†), A8–144, A8–145, A8–146, A8–147, A8–148, A8–188.
- F–111G (15 db): A8–272(G?), A8–291(†).

### F–111D
Az altípus javított, digitális avionikai és navigációs berendezéseket kapott, légiharc-fegyvereket integráltak rendszereibe (a szolgálatban ezt nem használták ki), módosították a hajtóműveket. A gépeket a 27. vadászezred repülte az új-mexikói Cannon légibázison.

### F–111E
A digitális avionikájú D változat fejlesztési késése miatt egy egyszerűsített változatot rendeltek, mely az E jelzést kapta. Új TP–II-es (Triple Plow II) beömlőnyílással szerelték fel, de megmaradt az A változat TF30–P–3 gázturbinája és a korábbi analóg elektronika. A fedélzeti fegyverrendszer-kezelő rendszert módosították jelentősen, de több kisebb változtatást is végrehajtottak. Megrendelése 1968-ban történt, a leszállításuk 1969 és 1971 között lezajlott. A kezdeti műveleti képességét (initial operational capability) ez a változat 1969-ben érte el.
Első repülését 1969. augusztus 20-án tette meg, összesen 94 darab épült. Egy részük 1991-ig az Egyesült Királyságban települt. Továbbfejlesztették az avionikájukat is az erre szolgáló modernizációs programban (Avionics Modernization Program). Bevetették őket az 1991-es öbölháborúban, majd több gépbe a TF30–P–109 gázturbinát szerelték az 1990-es évek elején. A RAF Upper Heyfordi támaszpontot 1993-ban hagyták el. Az összes F–111E-t az AMARC-ban tartós tárolásba helyezték 1995-ben, az utolsót 1996 májusában vonták ki.

### F–111F
A D változat egyszerűsített, de megbízhatóbban működő avionikájú, lényegesen olcsóbb módosítása. Ezekbe már a nagyobb teljesítményű, utánégetéssel 111,7 kN-os tolóerejű TF-30-P-100-as típusú hajtóműveket építettek, így ez bizonyult a leggyorsabb és a legnagyobb hatótávolságú verziónak. A 2,5 Mach csúcssebesség elérésére képes gépek 1972-ben kerültek a TAC állományába. A gyártás a 106. példány elkészültével, 1973-ban állt le.

### FB–111/F–111G
Az FB–111 a típus megnövelt hatótávolságú változata. 76 db épült belőle és a SAC alá tartozott 1990-ig. Ekkor átalakították és átnevezték őket F–111G-re. Lévén a SAC megszűnt, a TAC alá vonták a gépeket, amiket a Cannon honi bázisú 27. vadászezred repült. Csak gyakorló bevetéseket teljesítettek. Az átalakítás az avionikát érintette jelentősen, valamint megerősítették a sárkányszerkezetet is, hogy jobban elviselje a megnövekedett felszállótömeget.

### EF–111A Raven
Rádióelektronikai zavarásra és lefogásra az EF–111A Ravent fejlesztették ki főként az RB–66 leváltására. Módosították a bombateret, a teljes avionikát kicserélték, a farok tetejére egy elektronikai gondolát építettek, módosították a hajtóműveket. Az altípus fejlesztését a Grumman vezette.

## Harci alkalmazás
A repülőgépet néhányszor bevetették a vietnámi háborúban, Líbia 1986-os bombázásánál és az Öbölháborúban.

### Monográfiák
- Willy Peeters: F–111E/F (Verlinden Publications, Lock On No. 05)